# Мерфелд
Мерфелд (њем. Meerfeld) општина је у њемачкој савезној држави Рајна-Палатинат. Једно је од 107 општинских средишта округа Бернкастел-Витлих. Према процјени из 2010. у општини је живјело 351 становника. Посједује регионалну шифру (AGS) 7231082.

## Географски и демографски подаци
Мерфелд се налази у савезној држави Рајна-Палатинат у округу Бернкастел-Витлих. Општина се налази на надморској висини од 350–500 метара. Површина општине износи 13,2 km². У самом мјесту је, према процјени из 2010. године, живјело 351 становника. Просјечна густина становништва износи 27 становника/km².